# Chondracanthus lophii
Chondracanthus lophii – gatunek widłonoga z rodziny Chondracanthidae. Nazwa naukowa tego gatunku skorupiaków została opublikowana w 1836 roku przez szkockiego przyrodnika George’a Johnstona.